# غدة تناسلية
الغدة التناسلية أو المَنسل أو الأعضاء التناسليةهي العضو الذي ينتج الأمشاج. فالغدد التناسلية في الذكور هي الخصيتان بينما الغدد التناسلية في الإناث هي المبيضان. وينتج عن تلك الغدة التناسلية الأمشاج، وهي الخلايا الأريمية الفردانية. على سبيل المثال، خلايا الحيوان المنوي والبيضة هي الأمشاج.

## التنظيم
يُتَحَكَّمُ في الغدد التناسلية هرمونيًا من خلال هرمون ملوتن (LH) والهرمون المنبه للجريب (FSH) الذي يُفرز عن طريق الغدة النخامية الأمامية. ويُتَحَكَّمُ في هذا الإفراز من خلال وطاء الهرمون المطلق لموجّهة الغدد التناسلية.

## النمو
تبدأ الغدد التناسلية في النمو كبادئة مشتركة (العضو في الفترة الأولية للنمو)، في شكل قمم الغدد التناسلية، والتي تتميز فيما بعد إلى أعضاء جنسية ذكرية أو أنثوية. حيث يؤدي وجود منطقة التحديد الجنسي Y المورثة،  إلى تحديد كروموسوم Y وترميز عامل تحديد الخصية لتحديد التفريق الجنسي لدى الذكور. وسيتطور (المبايض بدلاً من الخصية) جنس الإناث في حالة غياب مورثة منطقة التحديد الجنسي Y من كروموسوم Y.
ولذلك يعتبر نمو الغدة التناسلية جزءًا من نمو الأعضاء البولية والتناسلية.